# Reflex (groupe)
Pour les articles homonymes, voir Reflex.
Reflex est un groupe musical russe féminin, créé en 1999. Il est composé de deux membres : Alyona Torganova et Irina Nelson (en).
Toute leur musique est composée par Viacheslav Tyurin.

## Histoire
En 2005, le groupe est candidat à la sélection nationale russe pour le Concours Eurovision de la chanson mais n'est pas sélectionné.

## Discographie
- Vstrechai novyi den (2001)
- Ya tebya vsegda budu zhdat (2002)
- Soiti s uma (2002)
- Eto Lyubov (2002)
- Non stop (2003)
- Lirika. Ljublju (2005)
- Puls (2005)
- Garem (2006)
- Blondes126 (2008)
- Best Songs (2010)